# Riding-Mountain-Nationalpark
Der Riding-Mountain-Nationalpark (englisch Riding Mountain National Park of Canada, französisch Parc national du Canada du Mont-Riding) ist ein Nationalpark in Kanadas Provinz Manitoba mit einer Fläche von 2973 km². 
Der Park liegt etwa 30 Kilometer südlich der Stadt Dauphin und ist über den Kanada-Highway Nr. 10, der direkt durch den Park führt, zu erreichen. Das Gelände des waldreichen Parks mit zahlreichen Seen unterscheidet sich deutlich von der Prärielandschaft Manitobas. Bei der Gründung sprach man von der „Insel der Wildnis im Ozean aus Farmland“, ohne zu erwähnen, dass im Park noch Indianer lebten, die 1936 vertrieben wurden. Riding Mountain wurde 1986 als Teil eines Biosphärenreservat der UNESCO vorgeschlagen und als Teil des Biosphärenreservates Riding Mountain anerkannt.
Bereits 1919 suchte man ein Gelände im Osten Manitobas um einen Naturpark einzurichten. Das Riding Mountain Waldreservat wurde im Jahr 1929 Schutzgebiet. 1933 wurde der Riding Mountain National Park offiziell eröffnet, nachdem die Provinzregierung entschieden hatte, dass es in Manitoba nur einen Nationalpark geben solle. Der konkurrierende Whiteshell-Park wurde daher zum Provinzpark. 1936 wurde die Keeseekoowenin Ojibway Band gezwungen, das Parkgelände zu verlassen. Das zuständige Department of Indian Affairs stimmte zu, da ein Leben in der reichhaltigen „Wildnis“ seinem Konzept einer Assimilation durch bäuerliche Arbeit entgegenstand. Die Keeseekoowenin mussten zusehen, wie Parkangestellte ihre Häuser niederbrannten.
Während des Zweiten Weltkriegs wurden zwischen 1943 und 1945 hier 450 deutsche Kriegsgefangene, die in Nordafrika in Kriegsgefangenschaft geraten waren, interniert und als Holzfäller eingesetzt. Die Soldaten wurden im November 1945 nach Deutschland entlassen. 
Neben Elchen, Wölfen, Schwarzbären, Wapitihirschen und einer großen Zahl weiterer Tierarten lebt im Park eine große Bisonherde in einem großen offenen Gehege.
Im Süden des Parks liegt der kleine Ort Wasagaming. Hier finden sich die einzigen Geschäfte auf dem Parkgelände und ein Besucherzentrum. 
Es gibt sechs Campingplätze im Park. Das Angebot für Touristen ist reichhaltig: Angeln, Reiten, Wandern und Radfahren sind nur einige der Möglichkeiten die der Park bietet.
An den Südrand des Parks grenzt das Wasagamack-Indianerreservat, in dem Ojibway-Indianer beheimatet sind.
Im Gebiet des Parks wurden die ältesten archäologischen Artefakte der Provinz gefunden. Sie sind etwa 11.500 Jahre alt.

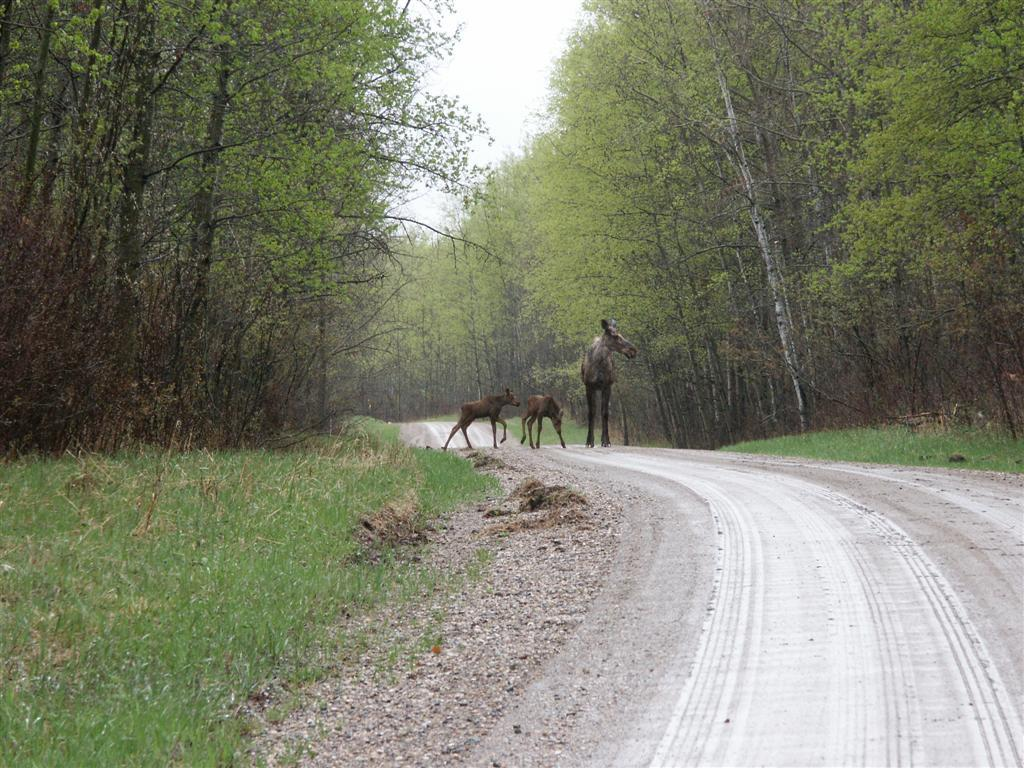
Elchkuh mit 2 Kälbern
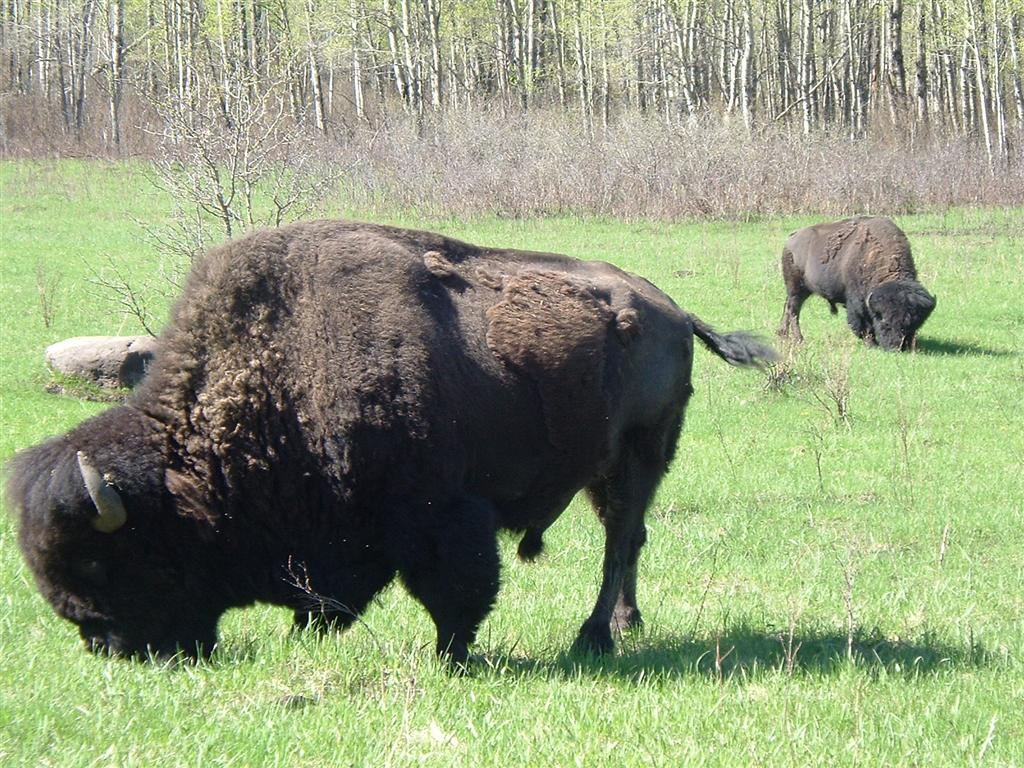
Bisonbullen
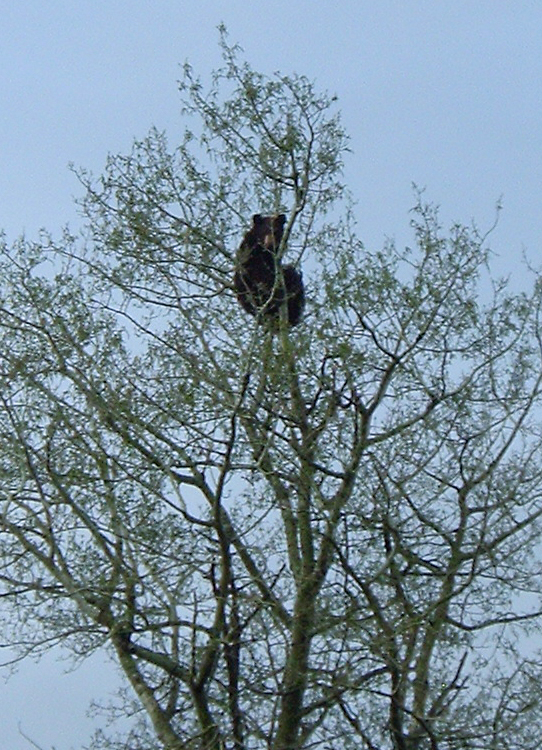
Ein Schwarzbär in einer Baumkrone